# Arctiarpia melanopasta
Arctiarpia melanopasta är en fjärilsart som beskrevs av Paul Dognin 1907. Arctiarpia melanopasta ingår i släktet Arctiarpia och familjen björnspinnare. Inga underarter finns listade i Catalogue of Life.